# جيمي بيك
جيمي بيك (بالإنجليزية: Jamie Peck)‏ هو جغرافي بريطاني، ولد في 9 يوليو 1962 في Kimberley, Nottinghamshire ‏ في المملكة المتحدة.

## وصلات خارجية
- الموقع الرسمي